# Mesocyclops kayi
Mesocyclops kayi – gatunek widłonoga z rodziny Cyclopidae. Nazwa naukowa tego gatunku skorupiaków została opublikowana w 2003 roku przez zoologów Marię Hołyńską z Polski i Michaela Browna z Australii. Miejsce typowe znajduje się w Mjanmie, w starym stawie rybnym w kopalni miedzi, 81 km na zachód od Munywy.